# Parc éolien du Hamel au Brun
Le parc éolien du Hamel au Brun est un parc éolien se situant sur la commune de Guilberville dans la Manche aux abords de l'autoroute A84.
Vidéo de drone des éoliennes de Guilberville et informations ici.